# Neu!
Neu! (scris stilizat NEU!; germană: Nou!, pronunțat [ˈnɔʏ]) a fost o trupă germană de muzică Krautrock formată de Klaus Dinger și Michael Rother după plecarea lor din Kraftwerk la începutul anilor '70. Deși formația a avut un succes comercial mic pe parcursul existenței sale, Neu! sunt considerați ca fiind printre fondatorii krautrockului având o influență semnificativă asupra unor artiști ca PiL, Joy Division, Brian Eno, David Bowie, Stereolab, Gary Numan, Ultravox, Radiohead, The Horrors, Simple Minds și a majrorității scenei curente a muzicii electronice.

## Membrii
- Klaus Dinger (1946-2008) - voce , tobe, chitare, claviaturi (1971-1975, 1985-1986)
- Michael Rother (n. 1950) - voce, chitare, chitară bas, claviaturi (1971-1975, 1985-1986)

## Discografie
- Neu! (1972)
- Neu! 2 (1973)
- Neu! '75 (1975)
- Neu! 4 (1995)
- Neu! '72 Live in Dusseldorf (1996)
- Neu! Vynil Box (2010)
- Neu! '86 (2010)